# Tommaso Valperga di Caluso
Pour les articles homonymes, voir Valperga (homonymie).
Tommaso Valperga di Caluso, né 20 décembre 1737 à Turin, où il est mort le 1er avril 1815, est un homme de lettres, orientaliste et mathématicien italien.
D’une famille noble piémontaise, se sentant, dans ses premières années, attiré par la carrière des armes, il s’est formé à la vie marine à Malte. Capitaine des galères du roi de Sardaigne, en 1754, il est ensuite entré chez les oratoriens à Naples et a été professeur de théologie. Il voyagea beaucoup, acquit de profondes connaissances dans les mathématiques et les langues orientales et professa la littérature grecque et orientale à l'Université de Turin. Il fut nommé directeur de l'observatoire de cette ville, président et directeur d'une des classes de l'Académie des sciences et des lettres, et correspondant de l'Institut de France. Il était étroitement lié avec Vittorio Alfieri, dont il publia les Œuvres posthumes.

## Biographie
Tommaso Valperga di Caluso est né à Turin, le 20 décembre 1737, il fut envoyé à Malte dès l’âge de douze ans, comme page du grand maître, et passa de là au collège Nazaréen de Rome. L’histoire du maréchal de Saxe étant tombée entre ses mains, sa jeune imagination parut s’enflammer au récit des exploits militaires. Voulant suivre cette inspiration, il monta, en 1764, à bord d’une galère de l’ordre, et il en devint bientôt le commandant. Nommé ensuite sous-lieutenant de galère au service de son souverain et s’étant trouvé à Nice, il y rencontra des jésuites, qui, frappés d’admiration pour ses talents et ses connaissances, firent tous leurs efforts pour le déterminer à entrer dans leur ordre. Il hésita quelque temps ; mais, étant allé à Turin, il vit qu’on voulait donner l’air d’une résolution arrêtée à ce qui n’était chez lui qu’un projet naissant : il y renonça entièrement et fit une caravane de Malte à Palerme, où il connut un père de l’Oratoire qui lui inspira une sympathie plus douce que les jésuites n’avaient pu faire. Il se rendit alors à Naples, où il prit l’habit de St-Philippe Néri à l’âge de vingt-quatre ans. Élu bibliothécaire et ensuite professeur de théologie, il aurait passé sa vie dans cette retraite paisible et studieuse, dont il ne parlait jamais que comme de l’époque la plus heureuse de sa vie, si, en 1768, le gouvernement napolitain n’eût exclu des ordres religieux tous les étrangers. Retourné dans sa patrie, Caluso n’en suivit pas moins la vie simple et retirée dont il avait pris l’habitude. S’étant établi à Turin, il y fonda une société littéraire et fut associé à l’académie de peinture et à celle des sciences, dans laquelle il exerça pendant dix-huit ans les fonctions de secrétaire. Quelques années plus tard commença le cours de ses nombreuses publications sur des sujets si variés. Il n’interrompit ses études que pour des voyages, qui lui servaient en même temps de délassement et de moyens d’acquérir de nouvelles connaissances. Ce fut pendant l’un de ces voyages, en 1772, qu’Alfieri eut le bonheur de le connaître à Lisbonne. « Époque mémorable et chère, dit ce poète dans ses Mémoires, où j’ai connu l’abbé Caluso, qui excusa mon ignorance avec une indulgence d’autant plus généreuse que son savoir était immense. L’amitié et la société si douce de cet homme extraordinaire m’inspirèrent les meilleures pensées. » Depuis cette époque, le nom de Caluso revient souvent dans les Mémoires d’Alfieri, et il l’accompagne toujours d’épithètes honorables, dont on sait qu’il n’était point prodigue. Ce fut à cet ami qu’il dédia sa tragédie de Saul. Caluso, de son côté, n’affectionnait pas moins tendrement Alfieri. Il le suivit dans différentes contrées où son humeur inconstante le conduisit sans cesse. Il savait, par sa douceur et sa prudence, calmer ce caractère altier et sauvage. Les dernières pages de la Vie d’Alfieri, contenant les détails de sa mort, furent écrites par Caluso, qui fut aussi l’éditeur de ses œuvres posthumes, ainsi que son ami l’avait souhaité. Comme il arrive souvent, le caractère de ces deux hommes, qui s’étaient liés d’une amitié si intime, avait peu de ressemblance. Alfieri ne fut pas seulement un grand écrivain, mais un grand homme et un grand citoyen, par les sentiments énergiques et élevés qu’il tâcha d’inspirer à sa nation, que l’on accusait, avec trop de justice, de mollesse et de dégradation ; mais il n’était pas, à beaucoup près, un homme irréprochable, et Caluso le fut réellement. Alfieri poussait tout à l’extrême, et Caluso était l’homme du monde le plus modéré. Alfieri avait peu d’instruction, et Caluso était un des hommes les plus savants de son siècle. Alfieri, qui changea si fréquemment de lieu, qui essaya de tant de genres de vie, ne parut jamais content de personne : il ne le fut pas de lui-même. Caluso, au contraire, était très-satisfait de la portion de bonheur qui lui était échue, et dans ses derniers moments, il déclara à ses amis qu’il mourait content de ses souvenirs et de l’espoir d’un avenir encore plus heureux. Depuis 1800 jusqu’en 1814, il consacra une grande partie de ses soirées à enseigner à quelques jeunes gens les littératures grecque et orientale, dont il avait rétabli l’étude en Piémont, puisque avant même d’en ouvrir une école chez lui il les avait professées à l’Université de Turin, où il remplit successivement les fonctions de membre du grand conseil et de directeur de l’observatoire pour la partie astronomique. En 1814, il fut nommé président et directeur des classes de l’Académie des sciences et des lettres, qu’il a tant illustrée par ses nombreux travaux, et qu’il a soutenue avec un grand zèle jusqu’à ses derniers jours et dans les temps les plus difficiles. La bibliothèque publique de Turin reçut un don magnifique de l’abbé Caluso, consistant en une ample collection de manuscrits hébraïques et arabes, d’éditions précieuses du 15e siècle et de livres les plus recherchés dans les langues orientales. Depuis le 8 février 1814, on voyait déjà à la bibliothèque le buste en marbre de l’abbé Valperga. Lorsque son présent y fut déposé, une inscription fut gravée au-dessous de ce buste. Elle était destinée à perpétuer le souvenir et la reconnaissance de ce bienfait. Ce nouvel hommage, quoique si juste, excita l’envie, et la seconde partie du monument disparut. Caluso était membre de la Légion d’honneur, correspondant de l’Institut de France, de la société italienne de Vérone et d’un grand nombre d’autres sociétés savantes de l’Europe. Il mourut à Turin, le 1er avril 1815, âgé de 77 ans.

## Œuvres
Si l’ordre chronologique ne nous était pas prescrit dans la liste de ses écrits, nous pourrions les ranger dans trois classes distinctes, savoir : mathématiques, langues orientales et poésie. Il publiait sous son propre nom les ouvrages de mathématiques et sous celui de Didymus Taurinensis ceux qui regardaient les langues orientales et qu’il fit imprimer chez Bodoni. Enfin il prenait le nom pastoral d’Euforbo Melesigenio, que les arcadiens de Rome lui avaient donné, lorsqu’il publiait des vers italiens, latins ou grecs. Ces divers ouvrages sont :
- Lettere dell’ A. T. V. di M. al P. D. F. R. C. R., in cui si propone un metodo per la soluzione delle equazioni numeriche d’ogni ordine, insérées d’abord dans un recueil d’opuscules, publié à Turin par Briolo, et réimprimées séparément à Turin ;
- Descrizione di un celebre Codice greco della biblioteca de’ monaci Benedettini della badia Fiorentina, dans les Novelle letterarie di Firenze, 1779 ;
- Notizie intorno a Giovanni Andrea de’ Bussi vescovo di Aleria, dans les Piemontesi illustri, 1781, 2 vol. in-8° ;
- Didymi Taurinensis litteraturæ copticæ rudimentum, Parme, 1783, in-8° ;
- Sur la mesure de la hauteur des montagnes par le baromètre, Mémoires de l’académie royale des sciences de Turin, t. 1er, 1784. Ce volume contient aussi une inscription latine au roi de Suède et un mémoire historique de l’auteur.
- De l’utilité des projections orthographiques en général et plus particulièrement pour entamer la recherche de l’orbite des comètes et pour découvrir celles dont on attend le retour, 1785 ;
- Addition à un mémoire de M . Bernoulli ayant pour titre : Essai d’une nouvelle manière d’envisager les différences ou les fluxions des quantités variables ;
- Lettre au chevalier J.-N. Azara et préface de l’édition grecque des Pastoralia de Longus, Parme, Bodoni, 1786 ;
- De l’orbite d’Herschel, ou Uranus, avec de nouvelles tables pour cette planète, académie de Turin, 1786- 1787 ;
- Des différentes manières de traiter cette partie des mathématiques que les uns appellent calcul différentiel et les autres méthode des fluxions, 1787 ;
- De la navigation sur la sphéroïde elliptique, ses loxodromies et son plus court chemin, 1788-1789 ;
- Rapport sur une carte des États du roi. Le comte Prospero Balbo, un des biographes de Caluso, traduisit de l’italien en français ce rapport, 1790-1791.
- Application des formules du plus court chemin sur la sphéroïde elliptique, 1790-1791 ;
- Masino, scherzo epico di Euforbo Melesigenio P. A., Turin, 1791, in-12 ; Brescia, 1808, in-8°. Ce poème épique, que l’auteur donna comme un badinage, eut pourtant deux éditions. Le goût classique, qui caractérise l’auteur, perce ici jusque dans les plaisanteries.
- Notice de l’ouvrage d’Adler : Collectio nova numorum cuficorum, Copenhague, 1792 ;
- Didymi Taurinensis, de pronunciatione divini nominis quatuor litterarum, cum auctario observationum ad hebraicam et cognatas linguas pertinentium, Parme, 1799, Bodoni, in-8°. La véritable prononciation du nom de Dieu chez les Hébreux est une ancienne question. Philon, Théodoret, St-Jérôme, Frobenius, Diodore de Sicile y avaient apporté plus ou moins de lumière. Caluso y traite la question à fond. Voyez une lettre d’Alfieri adressée à l’auteur. L’opinion qui y est émise est fondée, non sur l’érudition, mais sur l’euphonie même que ce nom doit avoir. Voyez aussi Volney, Histoire de Samuel, inventeur du sacre des rois, note 1re.
- De la résolution des équations numériques de tous les degrés, académie de Turin, 1792-1800 ;
- Exemple d’un problème dont la résolution analytique ne serait pas facile, ibid. ;
- La cantica ed il salmo 18 seconda il testo ebreo, tradotti in versi da Euforbo Melesigenio, P. A., Parme, 1800, Bodoni ;
- Di Livia Colonna, académie de Turin, ans 10 et 11 ;
- Della impossibilità della quadratura del cerchio (Memorie della società italiana delle scienze, t. 9) ;
- Teoria e calcolo di f dz/log. z, ibid., t. 22 ;
- Prime lezioni di grammatica ebraica, Turin, 1805, in-4° ;
- Della poesia libri tre, Turin, 1806, in-4° ;
- Latina carmina cum specimine græcorum, Turin, 1807, in-8° ;
- Versi italiani, Turin, 1807, in-8° ;
- Projet de tables du soleil et de la lune pour d’anciens temps, académie de Turin, 1805-1808 ;
- De la courbe élastique, ibid. ;
- Sul paragone del calcolo delle funzioni derivate coi metodi anteriori (Società italiana delle scienze, t. 14) ;
- De la trigonométrie rationnelle, académie de Turin, 1809-1810 ;
- Principes de philosophie pour les initiés aux mathématiques, Turin, 1811, in-8° ;
- Epistola Horatii ad Augustum in morte Mæcenatis, muneri cum aliis litteris missa ad amplissimum virum Ludovicum de Brème, Turin, 1812, in-4° ;
- Ad eumdem epistola altera ad criticam pertinens litterariam, Turin, 1813, in-4° ;
- Elegia in luctu egregii adolescentis Ferdinandi Balbi, lecta ad classem litterarum et artium, académie de Turin, 1813, in-4° ;
- Galleria di poeti italiani a Masino, Turin, 1814, in-4° ;
- Horatii oda ad genuinum metrum restituta, dans l’opuscule intitulé Prosperi Balbi de metris Horatianis, Turin, 1815, in-8°.

## Sources
- Marie-Nicolas Bouillet  et Alexis Chassang (dir.), « Thomas Valperga di Caluso » dans Dictionnaire universel d’histoire et de géographie, 1878 (lire sur Wikisource)
- « Valperga di Caluso (Thomas des Comtes Masino) », dans Louis-Gabriel Michaud, Biographie universelle ancienne et moderne : histoire par ordre alphabétique de la vie publique et privée de tous les hommes avec la collaboration de plus de 300 savants et littérateurs français ou étrangers, 2e édition, 1843-1865 [détail de l’édition]